# Achéron (bateau)
Pour les articles homonymes, voir Achéron (homonymie).
L’Achéron (A613) est un bâtiment-base de plongeurs démineurs (BBPD) de la Marine nationale française de type Vulcain. Contrairement à ses trois sister-ships affectés aux 1er, 2e et 3e Groupements de plongeurs démineurs (GPD) respectivement basés à Cherbourg, Brest et Toulon, il est affecté à l'école de plongée de Toulon où il participe à la formation des plongeurs de bord et des plongeurs démineurs et aussi des nageurs de combat de la marine nationale. 

Sa ville marraine est Beaulieu-sur-Mer.

## Historique
Depuis le 28 octobre 2011, l’Achéron conduit une évaluation sur les principaux ports libyens, en termes de dégâts, obstructions et présence d’engins explosifs après la guerre civile libyenne de 2011  et son équipe de plongeurs démineurs a déjà détruit plusieurs munitions et mines marines.
Au 13 novembre 2013, le navire était en préparation opérationnelle à Toulon.